# Bocklenberger Siepen
Der Bocklenberger Siepen ist ein knapp einen halben Kilometer langer Bach im Märkischen Oberland, der auf dem Gebiet der Kleinstadt Halver verläuft. Er ist ein südwestlicher und orografisch rechter Zufluss der Schlemme im nordrhein-westfälischen Märkischen Kreis.

## Geographie

### Verlauf
Der Bocklenberger Siepen entsteht aus zwei Quellästen rund 150 m nordwestlich der Hofschaft Collenberg. Der westliche und linke Quellast entspringt auf einer Höhe von 388,7 m ü. NHN knapp 200 m östlich eines Skilifts in der Flur In der Schlenke. Er durchfließt in Richtung Westen sogleich drei winzige Teiche und vereinigt sich dann in einer Feuchtwiese mit dem aus dem Süden kommenden zweiten Quellast.
Der Siepen fließt nun nordostwärts am südöstlichen Fuße des Bocklenbergs entlang und mündet schließlich auf einer Höhe von 358 m ü. NHN in der Flur Im Schmandtsack etwa 200 m nördlich von Collenberg von rechts in die aus dem Nordwesten heranziehende Schlemme.
Der etwa 0,4 km lange Lauf des Bocklenberger Siepen endet ungefähr 31 Höhenmeter unterhalb seiner Quelle, er hat somit ein mittleres Sohlgefälle von etwa 77 ‰.

### Einzugsgebiet
Das Einzugsgebiet des Bocklenberger Siepens liegt im Märkischen Oberland und wird durch ihn über die Schlemme, die Volme, die Ruhr und den Rhein zur Nordsee entwässert.